# Michael Byskov
Michael Byskov (født 20. februar 1988) er en dansk professionel fodboldspiller, der spiller for Oklahoma City Energy i USL.